# Рочева (деревня)
Рочева — деревня в Кудымкарском районе Пермского края. Входила в состав Ошибского сельского поселения. Располагается на реке Тывашор северо-восточнее от города Кудымкара. Расстояние до районного центра составляет 32 км. По данным Всероссийской переписи населения 2010 года, в деревне проживал 101 человек (47 мужчин и 54 женщины).

## История
По данным на 1 июля 1963 года, в деревне проживало 119 человек. Населённый пункт входил в состав Ошибского сельсовета.